# Hofschneider-Recherchepreis
Der Peter Hans Hofschneider-Recherchepreis für Wissenschafts- und Medizinjournalismus (kurz: Hofschneider-Recherchepreis) ist ein deutschsprachiger Journalistenpreis für Wissenschaftsjournalismus. Der mit  20.000 Schweizer Franken (mehr als 18.000 Euro) dotierte Preis wird seit 2008 von der Zürcher Stiftung experimentelle Biomedizin jährlich zu Ehren von Peter Hans Hofschneider (1929–2004), ehemals Direktor des Max-Planck-Instituts für Biochemie ausgeschrieben.

## Strukturen
Mit dem Preisgeld dieses Wissenschaftsjournalistenpreises soll zweckgebunden ein vom Bewerber geplantes und detailliert beschriebenes aufwändiges Rechercheprojekt verwirklicht werden, das den üblichen Zeit- und Kostenrahmen einer Redaktion überstiege oder von freien Journalisten nicht oder nur schwer realisiert werden könnte. Das Recherche-Stipendium umfasst ein persönliches Honorar sowie Reise- und Sachkosten.
Bewerbungen müssen fristgerecht zum 15. Dezember des Jahres bei der Stiftung experimentelle Biomedizin eingeschickt werden. Neben einem Kurzlebenslauf und Arbeitsproben werden aussagekräftige Angaben zum Rechercheverlauf jener früheren Arbeiten sowie ein genauer Zeit- und Kostenplan zum beabsichtigten Projekt erwartet.
Die sechsköpfige Jury besteht je zur Hälfte aus Biomedizin-Professoren und Wissenschaftsjournalismus-Fachleuten. Die Medizin vertreten dabei (2016): Eberhard Hildt (Paul-Ehrlich-Institut), Michael Stürzl (Universitätsklinikum Erlangen) und Sabine Werner (ETH Zürich). Den Journalismus vertreten Julia Stein (Vorsitzende Netzwerk Recherche), Volker Stollorz (FAZ/Ex-Vorstand Wissenschafts-Pressekonferenz) und Holger Wormer (Technische Universität Dortmund).
Ausgezeichnet werden journalistische Arbeiten und der Entwurf eines künftigen Rechercheprojekts zu Themen aus Wissenschaft und Forschung. Die eingereichten Beiträge sollen sowohl durch eine gute Darstellung wissenschaftlicher Fakten als auch durch die Recherche politischer, wissenschaftlicher oder gesellschaftlicher Hintergründe überzeugen. Der Preis wird in enger Zusammenarbeit mit dem Netzwerk Recherche vergeben, das auch in der Jury vertreten ist, und auf deren Jahrestagung feierlich überreicht.

## Preisträger
- 2008/2009: Nicola Kuhrt (seinerzeit freie Journalistin) für ihre Ausleuchtung des Felds zwischen Krankenkassen, Patienten und Apotheken.
- 2009/2010: Patrick Hünerfeld (SWR TV) für Fernsehreportage zu Doping und Freiburger Sportmedizin[2].
- 2010/2011: Martina Keller (Die Zeit) für Reportage zur Sterbehilfe in Belgien[3].
- 2011/2012: Reto U. Schneider (NZZ Folio) für einen Beitrag zu einem umstrittenen Experiment zur häuslichen Gewalt[4].
- 2012/2013: Hanno Charisius, Richard Friebe und Sascha Karberg (freie Journalisten) für Hintergrundberichte zur Gentechnik[5][6].
- 2013/2014: Meike Hemschemeier (freie Wissenschafts-Filmschaffende) für ihren Hintergrundreport „Vorsicht Operation“[7].
- 2014/2015: Franziska Badenschier und Odette Frey
- 2015/2016: Edda Grabar (Autorin im SZ Wissen der Süddeutschen Zeitung) für Hintergrundbericht «Unter Kontrolle» über Google im Medizindatengeschäftsfeld[8][1].
- 2016/2017: Michael Brendler (freier Wissenschafts- und Medizinjournalist)
- 2017/2018: Kerstin Hoppenhaus (Wissenschaftsjournalistin und Regisseurin)
- 2018/2019: Astrid Viciano (Ärztin)
- 2019/2020: Hinnerk Feldwisch-Drentrup (freier Wissenschaftsjournalist)
- 2020/2021: Hristio Boytchev (freier Wissenschafts- und Medizinjournalist)
- 2021/2022: Alex Tiefenbacher (Redakteurin des Online-Magazins Das Lamm)
- 2022/2023: Marie Eickhoff und Marius Penzel (Wissenschaftsjournalisten, MedWatch), Thorsten Vaas, Sonderpreis für förderungswürdige Regionalberichterstattung

## Belege
1. 1 2  Verleihung des Peter Hans Hofschneider Recherchepreis für Wissenschafts- und Medizinjournalismus, Netzwerk Recherche Jahrestagungs-Webpräsenz 2016, abgerufen am 12. Juli 2016.
2. ↑  Betrifft: Doping und die Freiburger Sportmedizin, abgerufen am 29. Juli 2016.
3. ↑  Carine, 43, Zeit Online (PDF), abgerufen am 29. Juli 2016.
4. ↑  «Verhaften oder nicht verhaften», NZZ Folio, abgerufen am 29. Juli 2016.
5. ↑  Unser kleines Gen-Labor, spektrum.de, abgerufen am 29. Juli 2016.
6. ↑  siehe Frankfurter Allgemeine Sonntagszeitung 16. Juni 2013, Seite 55
7. ↑  Trailer „Vorsicht Operation“, abgerufen am 29. Juli 2016.
8. ↑  «Unter Kontrolle», SZ, abgerufen am 29. Juli 2016.